# James Boswell
James Boswell (29. října 1740 Edinburgh – 19. května 1795 Londýn) byl skotský životopisec. Proslavil se zejména životopisem svého současníka Samuela Johnsona (Life of Samuel Johnson, 1791), jemuž byl léta nablízku.
Jeho příjmení se díky tomu v Anglii stalo obecným označením věrného naslouchajícího přítele a pobočníka. Arthur Conan Doyle tak v prvním příběhu o Sherlocku Holmesovi (Skandál v Čechách) nazývá Holmesova přítele dr. Watsona. Znám je též pro své deníky (zejm. první Londýnský deník) a deníkové cestopisy (Boswell in Holland, Boswell on the Grand Tour), neboť procestoval celou Evropu a setkal se přitom s řadou osobností (Jean Jacques Rousseau, Voltaire aj.). Celý život trpěl psychickými problémy, symptomy svědčí pro chorobu dnes nazývanou bipolární afektivní porucha (dříve maniodepresivní psychóza). V manických fázích choroby často souložil s prostitutkami, proto sedmnáctkrát onemocněl pohlavní chorobou. Rovněž propadal alkoholismu a hazardu.
Zemřel 19. května 1795 ve věku 54 let na tuberkulózu.